# Liste der höchsten Berge in den kanadischen Rocky Mountains
Die folgende Liste beinhaltet eine Auswahl von Bergen in den Kanadischen Rocky Mountains mit mehr als 3300 m Höhe, sowie die höchsten Berge der einzelnen Teilketten der kanadischen Rocky Mountains:
| Berg               | Höhe in Meter | Bemerkung                                                        |
| ------------------ | ------------- | ---------------------------------------------------------------- |
| Mount Robson       | 3954          | Höchster Berg des Gebirges sowie der Northern Continental Ranges |
| Mount Columbia     | 3747          | Höchster Punkt der Provinz Alberta, sowie der Park Ranges        |
| North Twin Peak    | 3731          |                                                                  |
| Mount Clemenceau   | 3658          |                                                                  |
| Mount Alberta      | 3619          |                                                                  |
| Mount Assiniboine  | 3618          | Höchster Punkt der Southern Continental Ranges                   |
| Mount Forbes       | 3612          |                                                                  |
| Mount Goodsir      | 3567          |                                                                  |
| South Twin Peak    | 3566          |                                                                  |
| Mount Temple       | 3543          |                                                                  |
| Mount Bryce        | 3507          |                                                                  |
| Mount Kitchener    | 3505          |                                                                  |
| Mount Lyell        | 3498          |                                                                  |
| Mount Hungabee     | 3490          |                                                                  |
| Mount Athabasca    | 3491          |                                                                  |
| Mount Brazeau      | 3470          | Höchster Punkt der Front Ranges                                  |
| Snow Dome          | 3456          |                                                                  |
| Mount Andromeda    | 3450          |                                                                  |
| Mount Joffre       | 3449          |                                                                  |
| Mount Resplendent  | 3408          |                                                                  |
| Whitehorn Mountain | 3399          |                                                                  |
| Mount Hector       | 3394          |                                                                  |
| Mount Willingdon   | 3373          |                                                                  |
| Mount Edith Cavell | 3363          |                                                                  |
| Ulysses Mountain   | 3024          | Höchster Punkt der Muskwa Ranges                                 |
| Mount Ovington     | 2949          | Höchster Punkt der Hart Ranges                                   |

## Galerie

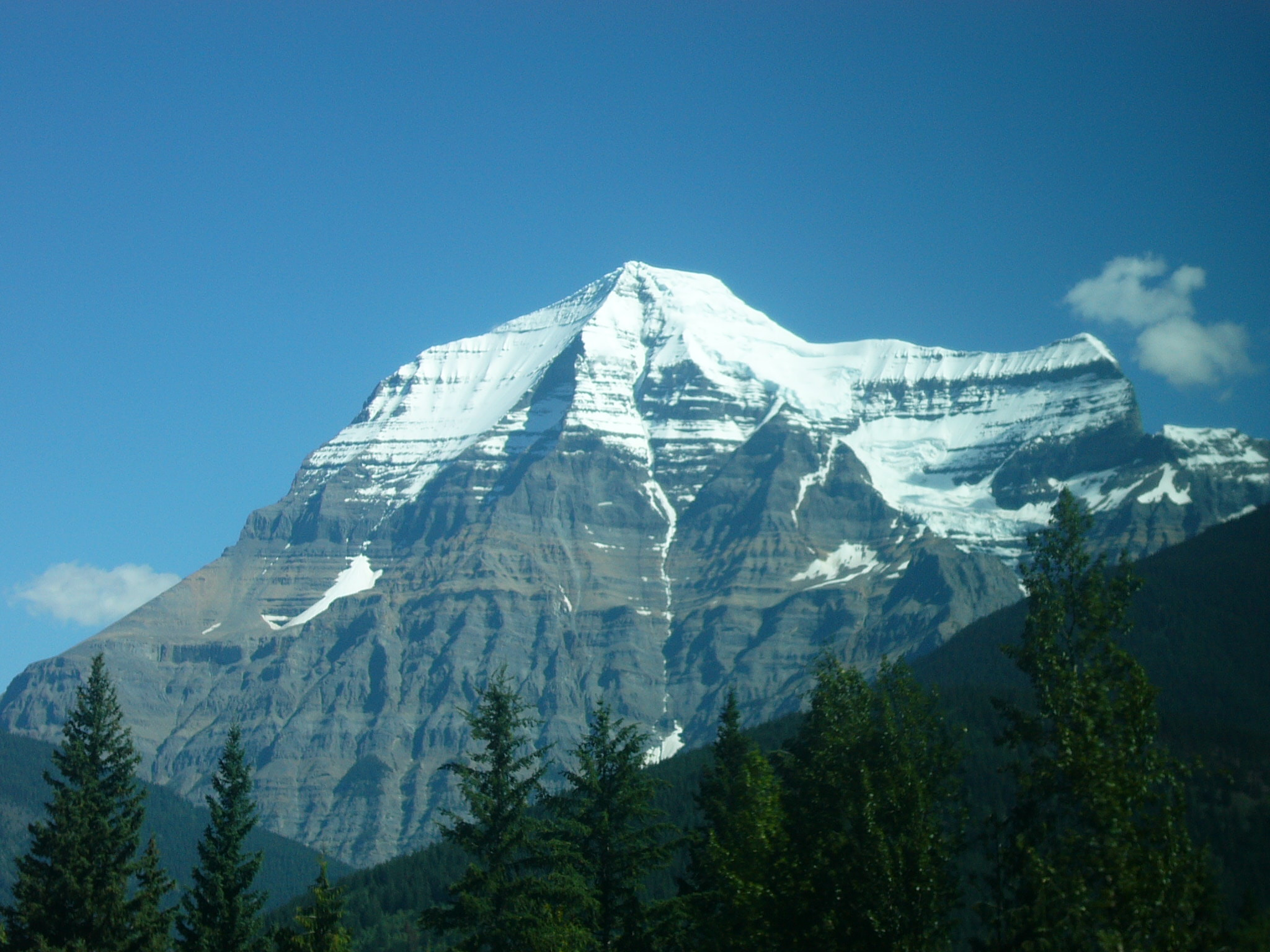
Mount Robson
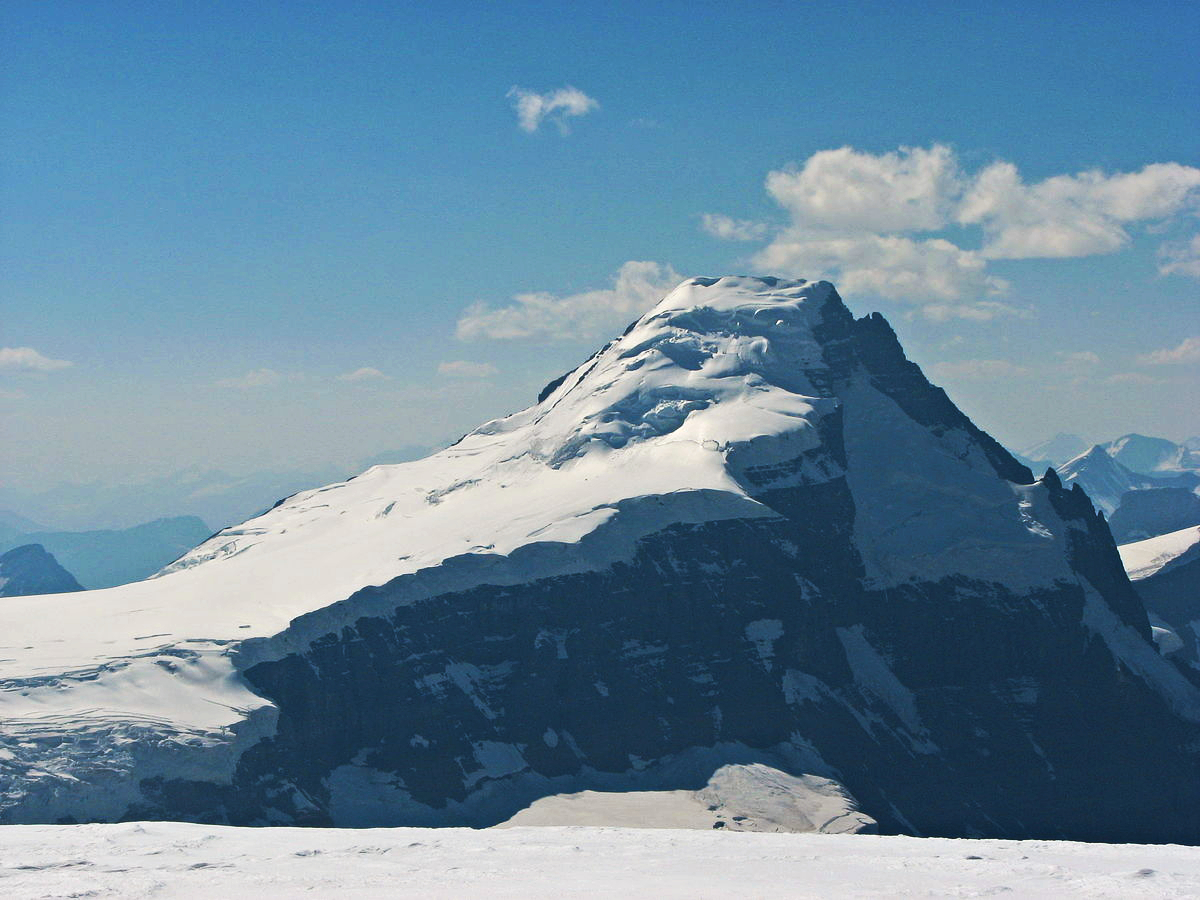
Mount Columbia